# Maria Rodés
Maria Rodés (Barcelona, 20 de maig de 1986), és una compositora i cantant catalana.
Va formar part d'Oniric amb Andy Poole, amb qui va publicar el seu primer discː Sin Técnica (Cydonia, 2009). L'any següent, el seu primer disc en solitari va ser Una forma de hablar (Bcore, 2010). Va estudiar un postgrau en art sonor organitzat per la Universitat de Barcelona, que li va permetre descobrir noves perspectives sonores. Influïda per aquests estudis, va confeccionar Sueño Triangular (BCore, 2012), autoproduït amb l'ajuda de la guitarrista Maru di Pace i l'artista sonor Lluís Surós.
Ha col·laborat amb diferents artistes com Raúl Fernández (Refree), Coque Malla, Espaldamaceta o Anímic i ha participat en diversos projectes musicals com a compositora i intèrpret. L'àlbum Convergència i Unió (Bcore, 2013) és fruit de la seva unió amb Ramón Rodríguez (The New Raemon) i Martí Sales (Els Surfing Sirles).
El 2014 va publicar María canta copla (BCore), disc en el qual experimenta com a arranjadora i cantant reinterpretant de manera molt personal cobles clàssiques com Tengo miedo, El día que nací yo, Ay pena, penita, pena, Tres puñales o Tatuaje, que interpreta en col·laboració amb Albert Pla. Al 2018 publica el disc Eclíptica (Satélite K), inspirat en el diari escrit per un oncle-besavi seu, Lluís Rodés, director de l'Observatori de l'Ebre durante la guerra civil. El disc, produït per Josep María Baldomà i Juan Rodríguez Berbín, inclou la col·laboració de The New Reamon, Nico Roig i de la mexicana Ximena Sariñana.